# Oahu-akialoa
De oahu-akialoa (Akialoa ellisiana; synoniem: Hemignathus ellisianus) is een uitgestorven zangvogel uit de familie Fringillidae (vinkachtigen). De soort was endemisch in Hawaï. Naast de nominaatvorm Hemignathus ellisianus ellisianus van het eiland O'ahu, zijn de eveneens uitgestorven ondersoorten Hemignathus ellisianus lanaiensis van het eiland Lāna'i en Hemignathus ellisianus steijnegeri van het eiland Kaua'i bekend. Beide ondersoorten werden oorspronkelijk als aparte soorten beschouwd, maar werden op aanbeveling van de American Ornithologists' Union opnieuw geclassificeerd als ondersoorten. Het specifieke epitheton ellisianus eert William Ellis, de scheepsarts van de Cook-expeditie, die de eerste persoon was die verschillende soorten Hawaiiaanse vogels tekende.

## Kenmerken
Het holotype van de nominaatvorm werd in 1837 verzameld door Ferdinand Deppe. Het wordt nu bewaard in het Natuurhistorisch Museum van de Humboldt-universiteit in Berlijn en is 16,5 cm lang. Het verenkleed is overwegend dof olijfgroen, lichter op de borst. De vleugels en staart zijn bruinachtig olijf met lichte olijfkleurige franjes. Benen en voeten zijn bruin.

## Verspreiding en leefgebied
Deze soort was endemisch in Hawaï en wordt beschouwd als uitgestorven. Deze soort is alleen bekend van een exemplaar dat in 1837 op Oahu werd verzameld. Daarnaast zijn er twee slecht gedocumenteerde waarnemingen uit 1937 en 1940. Men veronderstelt dat deze vinken uitstierven door habitatverlies en geïmporteerde infectieziekten, verder speelden mogelijk ingevoerde predatoren en tropische stormen een negatieve rol.

## Uitsterven
Van de type-exemplaren van de nominaatvorm die Deppe in 1837 verzamelde, is er vandaag nog maar één huid over. In de jaren 1840 ving John Kirk Townsend (1809-1851) een ander exemplaar in de Nu'uanu-vallei op O'ahu, die is gehuisvest in de Academie voor Natuurwetenschappen in Philadelphia. Verscheidene andere expedities waren niet succesvol totdat Robert Cyril Layton Perkins (1866-1955) in oktober 1892 een ander paar zag boven de Nu'uanu-vallei.
Perkins jaagde een aantal dagen rond Waolani en bracht een nacht door op de bergkam, maar hij kon nooit meer een vogel zien die op de Oahu Akialoa leek.
In 1935, 1936 en 1937 zouden er nog drie waarnemingen zijn geweest van de nominaatvorm op de berg Ka'ala en op de Kipapa-route, ongeveer 4 km boven Mililani, maar deze worden als twijfelachtig beschouwd. Een ander verslag van de berg Pālehua boven Makakilo door John d'Arcy Northwood (1897-1972) in 1939 was vrij gedetailleerd en wordt door sommige auteurs als geloofwaardig beschouwd.
De oorzaken van uitsterven waren waarschijnlijk verlies van leefgebied en geïntroduceerde ziekten.